# キャサリン・バーデキン
キャサリン・バーデキン（英: Katharine Burdekin、1896年7月23日 - 1963年8月10日）（本名：キャサリン・ペネロペ・ケイド 英: Katharine Penelope Cade）は、イギリスの小説家で、社会的・精神的問題を扱ったSF小説で知られる。彼女はコーンウォールのミナック劇場の創設者ロウェナ・ケイドの妹である。彼女の小説のいくつかはフェミニスト的なユートピア/ディストピア小説に分類される。他にもケイ・バーデキンやマレー・コンスタンティンというペンネームでも執筆している。1980年代半ばにユートピア小説やディストピア小説について研究していたダフネ・パタイによって「マレー・コンスタンティン」の正体が彼女であることが明らかにされた。

## 前半生
キャサリン・バーデキンは、1896年にダービーシャー州スポンドンで、チャールズ・ケイドの4人の子供の末子として生まれた。彼女の家族は長年ダービーに住んでおり、ダービーのジョセフ・ライトは彼女の祖先の一人である。家庭教師のもとで教育を受け、その後、チェルトナム女子大学で学んだ。高い知性と熱心な読書家であった彼女は、兄たちと同じようにオックスフォードで学びたかったが、両親はそれを許さなかった。1915年にオリンピックのボート選手で法廷弁護士のビューフォート・バードデキンと結婚し、キャサリン・ジェイン（1917年生）とヘレン・ユージェニー（1920年生）という2人の娘をもうける。一家はオーストラリアに移住し、そこでキャサリン・バーデキンは執筆を始める。1922年に処女作『Anna Colquhoun』を出版。同年、結婚生活に終止符を打ち、コーンウォールのミナックヘッドで姉と暮らすようになる。1926年、イゾベル・アラン・バーンズと出会い、生涯を共にすることになる。

## 作家活動

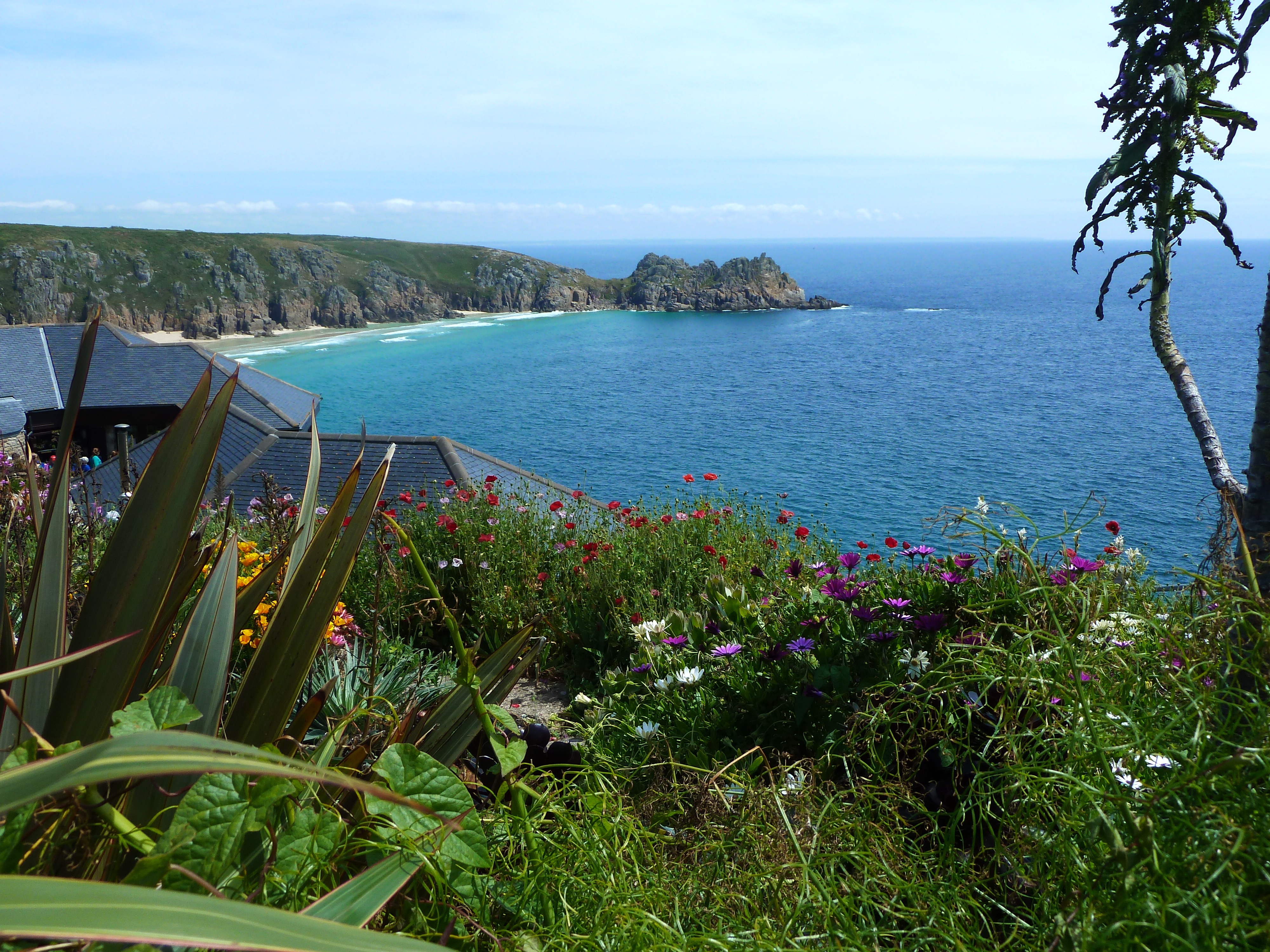
バーデキンがパートナー、母親、姉と暮らしたミナックヘッド付近の風景

バーデキンは1920年代にいくつかの小説を書いたが、後に『The Rebel Passion』（1929年）を自身の最初の成熟した作品と考えるようになる。『The Burning Ring』と『The Rebel Passion』の両作品はタイムトラベルについてのファンタジー作品である。1930年代には13の小説を書き、そのうちの6つが出版された。彼女のパートナーの説明によると、バーデキンはまず様々な本を読んでから数日間の沈黙の期間をおき、その後、執筆に身を委ねるようにして完成するまで一心不乱に書き続けたという。執筆計画は立てていないようで、それぞれの作品はいずれも6週間以内に完成したという。
1934年、キャサリン・バーデキンはマレー・コンスタンティンというペンネームを使い始める。彼女の小説の政治的性質や強力なファシズム批判が、家族を反響や攻撃のリスクから守るためにペンネームを採用するきっかけになったと言われている。「マレー・コンスタンティン」の正体が知られるようになったのは、バーデキンの死後かなり経ってからである。
『Proud Man』（1934年）では、未来からやってきた両性具有の訪問者によって1930年代のジェンダーロールを批判している。同じ年に出版された『The Devil, Poor Devil!』は、悪魔の力が近代合理主義によっていかに損なわれているかについて風刺したファンタジーである。
バーデキンの最も有名な小説『鉤十字の夜』は、1937年にマレー・コンスタンティン名義で出版され、1985年にイギリスとアメリカで再版された。バーデキンによる、ファシズム思想における男性的要素の分析を反映して、ナチスと日本という二つの軍国主義国家に分裂した未来世界を描いている。数百年後を舞台にしたこのディストピアは、ユダヤ人が根絶され、キリスト教徒が疎外され、ヒトラーが神として崇められる、不毛で死にゆくナチス帝国を描いている。「男性性崇拝」が広まり、「女性への支配」が起こり、すべての権利を奪われた女性は強制収容所に入れられ、その唯一の価値は生殖における役目のみにあるとされる。トーマス・ホランはエッセイ集『Desire and Empathy in Twentieth-Century Dystopian Fiction（20世紀のディストピア小説における欲望と共感）』の中で、バーデキンが「クィアな欲望」を通じて社会政治的な啓蒙、倫理、希望を導入していると論じている。『鉤十字の夜』は 「先駆的なファミニスト批評」であると評されている。また、この小説は、過去が破壊され、歴史は書き換えられ、言葉は歪められ、プロパガンダを除くと本はほとんど存在せず、秘密の本が唯一の過去の証人であるという点で10年以上後に出版されたオーウェルの『一九八四年』に酷似している。『鉤十字の夜』は1940年にレフトブッククラブの選書に選ばれた、数少ないフィクション小説の1つである。バーデキンはホロコーストを予期し、軍国主義化した日本がもたらす危険を理解していたが、当時の社会ではまだ宥和政策を支持する者がほとんどだった。共産主義の理想に傾倒した平和主義者であったバーデキンは、ファシズムと戦わなければならないという信念から1938年に平和主義を放棄する。
1938年はバーデキンにとってスランプの時期だった。友人のマーガレット・L・ゴールドスミスは、彼女にマリー・アントワネットに関する研究資料を渡して手助けしようとした。その成果は、ゴールドスミスとバーデキン（「マレー・コンスタンティン」名義）の共著による歴史小説『Venus in Scorpio』となっている。
第二次世界大戦後、彼女はさらに6つの小説を書いたが、生前出版されたものはない。これらの小説は、彼女のフェミニズムへの取り組みを反映したものだったが、その方向性は次第に精神的なものになっていった。バーデキンの未発表原稿の1つである『The End of This Day's Business』は、1989年にニューヨークのフェミニスト・プレスから出版された。これは『鉤十字の夜』と対になるもので、女性が支配し男性が全ての権力を奪われた遠い未来を描いている。こうした展望もまたバーデキンは批判した。彼女にとって、彼女が「特権の逆転」と呼ぶものは耐え難く、支配自体が最終的には克服される未来を彼女は熱望した。
彼女は『The Children's Country』といった児童文学作品も何作か書いている。アメリカで出版される前にはこの作品は『St John's Eve』と呼ばれていて、内容は子供が大人よりも強い力を持つ魔法の世界に飛び込んだ少年少女を描いたものだった。
キャサリン・バーデキンは1963年に亡くなった。ここ数十年、女性的ユートピアについての小説への関心が高まる中、彼女の作品は学術的にもかなり注目されている。彼女に関する初期の情報のほとんどは、ダフネ・パタイの研究によるものである。

## 著作
- 1922 Anna Colquhoun[4]
- 1924 The Reasonable Hope
- 1927 The Burning Ring
- 1929 The Children's Country（ケイ・バーデキン名義）
- 1929 The Rebel Passion
- 1930 Quiet Ways
- 1934 The Devil, Poor Devil（マレー・コンスタンティン名義）
- 1934 Proud Man（マレー・コンスタンティン名義 – 1993年に本名で再版）
- 1937 鉤十字の夜（マレー・コンスタンティン名義 – 1985年に本名で再版）
- 1940 Venus in Scorpio（マレー・コンスタンティン、マーガレット・ゴールドスミス 共著）[12]
- 1989 The End of This Day's Business[12]

## 参照
1. 1 2 3 4  John Clute, "Burdekin, Katherine P(enelope)" in The Encyclopedia of Science Fiction, edited by John Clute and Peter Nicholls. London, Orbit,1994. ISBN 1-85723-124-4 (p.175).
2. 1 2 3  Katharine Burdekin (1934). Proud Man. Feminist Press at CUNY. pp. 320–. ISBN 978-1-55861-067-5
3. ↑  Desforges, Kate (January 2015). Burdekin's Utopian Visions: A Study of Four Interwar Texts (PhD thesis). University of Hull. p. 7.
4. 1 2  Katharine Burdekin (1922). Anna Colquhoun. [A Novel.].. London
5. 1 2 3  Katharine Burdekin (1989). The End of this Day's Business. Feminist Press at CUNY. pp. 163–. ISBN 978-1-55861-009-5
6. ↑  A review of Proud Man in the Manchester Guardian, 1 June 1934,suggested "Constantine" was the pseudonym of Olaf Stapledon. See Robert Crossley,Olaf Stapledon: Speaking for the Future,Syracuse University Press, 1994ISBN 0815602812 (p. 427).
7. ↑  Brian Stableford, The A to Z of Fantasy Literature, Scarecrow Press,Plymouth. 2005. ISBN 0-8108-6829-6 (p. 56)
8. 1 2  D. Shaw (19 September 2000). Women, Science and Fiction: The Frankenstein Inheritance. Palgrave Macmillan UK. pp. 42–. ISBN 978-0-230-28734-1
9. ↑  “Katharine Burdekin's Swastika Night, a Gay Romance” (英語). ResearchGate. 2021年1月1日閲覧。
10. ↑  Gregory Claeys, "The Origins of Dystopia" in Claeys,(ed.) The Cambridge Companion to Utopian LiteratureCambridge University Press, 2010. ISBN 0521886651 (p.126).
11. ↑  For a comparative reading of these elements of the two dystopias, see George McKay (1994).'Metapropaganda - self-reading dystopian fiction: Katharine Burdekin's Swastika Night and George Orwell's 1984. Science-Fiction Studies 21(3): November.
12. 1 2 3 4  Katharine Burdekin (1989). The End of this Day's Business. Feminist Press at CUNY. pp. 166–7. ISBN 978-1-55861-009-5